# ココラフロント
COCOLA FRONT（ココラフロント）は、愛知県豊橋市駅前大通にある複合商業施設。豊橋駅前の西武百貨店跡地（その前は丸物）を地元企業の「サーラコーポレーション」が買収。2008年（平成20年）8月2日に竣工。

## 概要
施設は、地下2階、地上16階建ての「サーラタワー」と地上6階建ての「ガーデンサイト」の2つの施設から成る。名称は「ココラ（心から楽しむ）」の意味。「サーラタワー」最上部に入居している「ホテルアークリッシュ豊橋」の「アークリッシュ」は、「豊かな橋（豊橋）」の意味を表す。

## サーラタワー

### 1 -3 階
商業施設となっており、飲食店等のテナントが入居（2階は存在しない）。
- スターバックス 豊橋ココラフロント店
- 猿Cafe 豊橋店
- プランツコレクション
- ヘアサロン ユーフォリア
- S'LEO 豊橋店
- アビステ

### 4 - 9階
オフィステナントで、その内6-9階には「サーラグループ」の本社機能が入っている。その他、東海東京証券の豊橋支店等のオフィスが入居している。

### 10 - 16階
ホテルアークリッシュ豊橋 - 詳細は「ホテルアークリッシュ豊橋」を参照。

## ガーデンサイト

### 1階
商業施設及び駐車場。商業施設は焼酎ダイニングや串焼きダイニングなどが入居。

### 3階
ガーデン（ココラガーデン） - ホテルメインレストラン、音楽堂が入居。

### 4 - 6階
バンケットホール。

## その他
3階部分に、2009年（平成21年）11月に開業した商業施設「ココラアベニュー」との連絡橋があり、ペデストリアンデッキにて、豊橋鉄道渥美線新豊橋駅や豊橋駅南口まで直結している。
また、サーラタワー地下部分は駐車場及び機械室となっている。天然ガスを燃料としたガスエンジン、コージェネレーション、ボイラー等の最新設備を備えており、現在、サーラグループと豊橋技術科学大学が共同で、省エネルギー等の研究を行っている。

## 歴史
- 2005年（平成17年） - サーラコーポレーションが基本構想を発表。
- 2006年（平成18年）6月 - 工事着工。
- 2008年（平成20年）
  - 8月2日 - 完成。
  - 8月11日 - 各種テナントオープン。
  - 9月3日 - ホテルアークリッシュ豊橋開業。

## 交通アクセス
各駅から徒歩で約1分。
- JR東海・名鉄 豊橋駅
- 豊橋鉄道 新豊橋駅
- 豊橋鉄道 駅前停留場
- 豊鉄バス 豊橋駅バスセンター